# Galléros tintagomba
A galléros tintagomba (Coprinopsis ephemeroides) a porhanyósgombafélék családjába tartozó, Európában és Észak-Amerikában honos, trágyán, trágyázott talajon élő, nem ehető gombafaj. 

## Megjelenése
A galléros tintagomba kalapja fiatalon megnyúlt tojásdad alakú, magassága 4-7 mm, szélessége 2-3 mm; majd tompa kúposan, domborúan, idősen laposan kiterül; ilyenkor szélessége 7-12 mm. Széle eleinte begöngyölt, majd egyenes, öregen felfelé kanyarodik és beszakadozik. Felszíne gyűrött-barázdás, apró fehér szemcsék borítják, amelyek a közepén sárgásabbak és nagyobbak. Színe hamuszürke.
Húsa nagyon vékony, hártyaszerű, halványszürke színű. Szaga és íze nem jellegzetes.
Viszonylag sűrű és keskeny lemezei szabadon állnak. Színük eleinte fehér, majd szürke, idősen feketés és elfolyósodó, különösen a széleken. 
Tönkje 2,5-5 cm magas és 0,5-1 mm vastag. Alakja karcsú, törékeny, belül üreges. Felszíne sima vagy - csak nagyítóval láthatóan - kissé hosszában szálas. Színe áttetszően fehér. A részleges vélum után a tönk közepe táján kis, kiálló gallér marad. 
Spórapora fekete. Spórája nagyjából gömbölyű vagy almaformájú, sima, középső csírapórussal, mérete 6-8,5 x 5,5-7 x 4,5-5,5 µm.

### Hasonló fajok
A kérésztintagomba, a gyenge áltintagomba, a barnaszöszös áltintagomba hasonlít hozzá, de gallérja egyiknek sincs.

## Elterjedése és termőhelye
Európában és Észak-Amerikában honos. 
Ló- vagy tehéntrágyán, jól trágyázott talajon nő, általában nedves időben. Tavasztól őszig terem. 
Nem ehető. 